# 게리 모튼

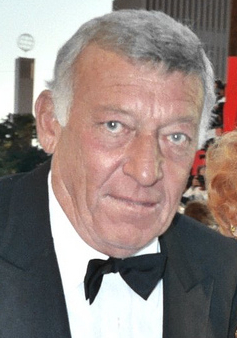

게리 모튼(Gary Morton, 1924년 12월 19일 ~ 1999년 3월 30일)은 미국의 배우, 영화 프로듀서이다.
뉴욕에서 태어났으며 팜스프링스에서 사망하였다. 사인은 폐암이다.

## 영화
- 뜨거운 가슴으로 내일을 (1983년)
- 레니 (1974년) - 셔먼 하트 역